# 二氮嗪
二氮嗪（英語：Diazoxide）以Proglycem等品牌於市面上銷售，是一種用於治療多種特定原因引起的低血糖藥物，包括無法切除的胰神經內分泌瘤和楓香氨酸敏感性嬰兒低血糖症。也可用於治療難治性磺醯脲類中毒。一般採口服方式給藥。
使用後常見的副作用有高血糖、水腫、血小板減少症、心率加快、毛髮生長加快和噁心。其他嚴重的副作用有肺高壓和心臟衰竭。此藥物的化學性質與噻嗪類利尿劑相似，透過減少胰臟的胰島素釋放和增加肝臟的葡萄糖釋放而發揮作用。
二氮嗪於1973年被美國食品藥物管理局（FDA）批准用於醫療用途。它已被列入世界衛生組織基本藥物標準清單之中。市面上有其通用名藥物流通。
FDA將二氮嗪列為懷孕安全等級C类藥物（動物實驗存在潛在風險、缺乏人類臨床試驗數據及雖然存在潛在風險，但在某些特定情況下，藥物治療益處可能大於對胎兒的潜潛在危害。醫生會權衡利弊後决定是否用藥。）。在動物的繁殖研究顯示該藥物對多個胎兒組織（包括骨骼和心臟組織）具有毒性和致畸型性。二氮嗪可穿越動物的胎盤，導致胎兒胰臟的β細胞退化。但目前尚未確定此藥物在人類懷孕期間的安全性。然而孕婦暴露於該藥物可能會導致新生兒黃疸、血小板减少症以及碳水化合物代謝紊亂（包括脫髮和先天性遺傳多毛症）。哺乳期婦女在服用此藥物之前應諮詢醫生。

## 醫療用途
二氮嗪是種血管舒張劑，用於治療急性高血壓或嚴重高血壓。
此藥物也透過打開胰臟β細胞的ATP敏感鉀通道來抑制胰島素分泌。它因此可用於對抗胰島素瘤（產生胰島素的腫瘤）或先天性高胰島素血症等疾病而發生的低血糖。
二氮嗪具有AMPA受體和凱耐酸受體的正向異位調節劑作用，顯示其具有增強認知的潛力。

## 副作用
二氮嗪透過其對鉀通道的作用而干擾胰島素釋放。二氮嗪是胰臟中產生胰島素的β細胞上的ATP鉀通道最有效的開放劑之一。打開這些通道會導致細胞膜超極化，鈣流入減少，隨後胰島素釋放減少。這種作用機轉與磺醯脲類藥物的作用機轉相反，磺醯脲類藥物是一類用於增加第2型糖尿病患者胰島素釋放的藥物。此藥物因此不適合第2型糖尿病患者服用。
FDA於2015年7月發佈一項安全通告，強調使用該藥物治療的新生兒和嬰兒可能會出現肺高壓。

## 禁忌症
包括如下：
- 對藥物任何成分或其他噻嗪類利尿劑有過敏反應史。
- 適用於手術或特定治療的低血糖症患者，禁用本藥物。
- 心臟衰竭患者應謹慎使用。
- 嚴重腎功能衰竭患者應謹慎使用。
- 藥物外渗（英语：Extravasation）會導致缺血和壞死。
- 長期使用時應定期監測白血球和血小板計數，並定期評估骨骼生長和心理成熟度。

## 與其他藥物交互作用
一般而言，二氮嗪與其他藥物沒嚴重的交互作用。
二氮嗪與以下藥物有溫和交互作用：
氨磷汀、阿扎那韋、貝那普利等。
二氮嗪與以下藥物有輕微的交互作用：
苯氟噻嗪、氯噻嗪、氯噻酮等。

## 合成
二氮嗪的合成過程：

## 研究
由二氮氧化物和氯化膽鹼組成的二氮嗪正被作為一種實驗性抗肥胖藥物，為患有普瑞德威利症候群[和由SH2B1、PCSK1或SIM1基因突變所引起的單基因肥胖症患者中進行測試。